# Världsböndagen för fred
Världsböndagen för fred och kristen enhet firas första fredagen i mars varje år.
Över 170 länder sägs fira denna dag. En världsomspännande förbön för fred och kristen enhet utförs på mer än 1000 olika språk.
Tanken bakom Världsböndagen är att visa tacksamhet över hur den kristna tron förenar människor världen över, oavsett nationstillhörighet. Böndagen kan är ett konkret sätt att stärka den kristna enheten.
Sverige har varit delaktiga i världsböndagen sedan 1933.